# 1,2,3-trimetilbenzen
1,2,3-trimetilbenzenul, de asemenea cunoscut și ca hemimeliten, este un derivat al benzenului cu formula C9H12. Fiind un trimetilbenzen, este unul dintre cei trei izomeri, ceilalți fiind pseudocumenul și mesitilenul. Este utilizat în combustibili, împreună cu alte hidrocarburi, pentru a preveni formarea de particule solide care pot deteriora motorul. 

## Producere
Este produs prin încălzirea unei porțiuni care trece prin distilare fracționată aproape de punctul de fierbere, utilizând acid sulfuric, descompunând acidul sulfuric-cumen prin distilare și supunând produsul la distilare fracționată.
Împreună cu bromul, formează monobromotrimetilbenzenul, C9H11Br, care cristalizează datorită alcoolului.

## Proprietăți fizice
E lichid incolor. Punctul de fierbere este de 166 grade Celsius.

## Aplicații
Este utilizat ca si materie prima in sintezele chimice, precum si ca stabilizator al materialelor plastice, component al solventilor si constituent al benzinei.

## Aspecte de sănătate și securitate
Trimetilbenzenul este un iritant nazal, vizual si respirator